# Silene chodatii
Silene chodatii är en nejlikväxtart som beskrevs av Gilbert François Bocquet. Silene chodatii ingår i släktet glimmar, och familjen nejlikväxter. Utöver nominatformen finns också underarten S. c. pygmaea.